# سعد الخراز
سعد إبراهيم سعد الخراز (1961 في الكويت)؛ وزير الشؤون الاجتماعية والعمل الكويتي ما بين عامي 2018 - 2020.

## عن حياته
ولد سعد إبراهيم سعد الخراز بالكويت ، وهو حاصل على بكالوريوس التربية من كلية التربية الأساسية الكويتية وشغل منصب وكيل وزارة الشؤون الاجتماعية والوكيل المساعد للشؤون المالية والإدارية ، كما شغل منصب مدير إدارة رعاية المسنين ومدير إدارة التوعية والإرشاد بالوزارة ، كما شغل عضوية عدة جهات في الدولة مثل عضوية مجلس إدارة المؤسسة العامة للتأمينات الاجتماعية ومجلس إدارة بيت الزكاة الكويتي ومجلس إدارة المجلس الوطني للثقافة والفنون والآداب.
وترأس عدة لجان خاصة في وزارة الشؤون مثل شؤون الموظفين والتخطيط وخطة التنمية والمشروعات الوطنية.